# Victoria Shaw
Victoria Shaw (Sídney, Australia; 25 de mayo de 1935 – ib.; 17 de agosto de 1988) fue una actriz australiana.

## Biografía

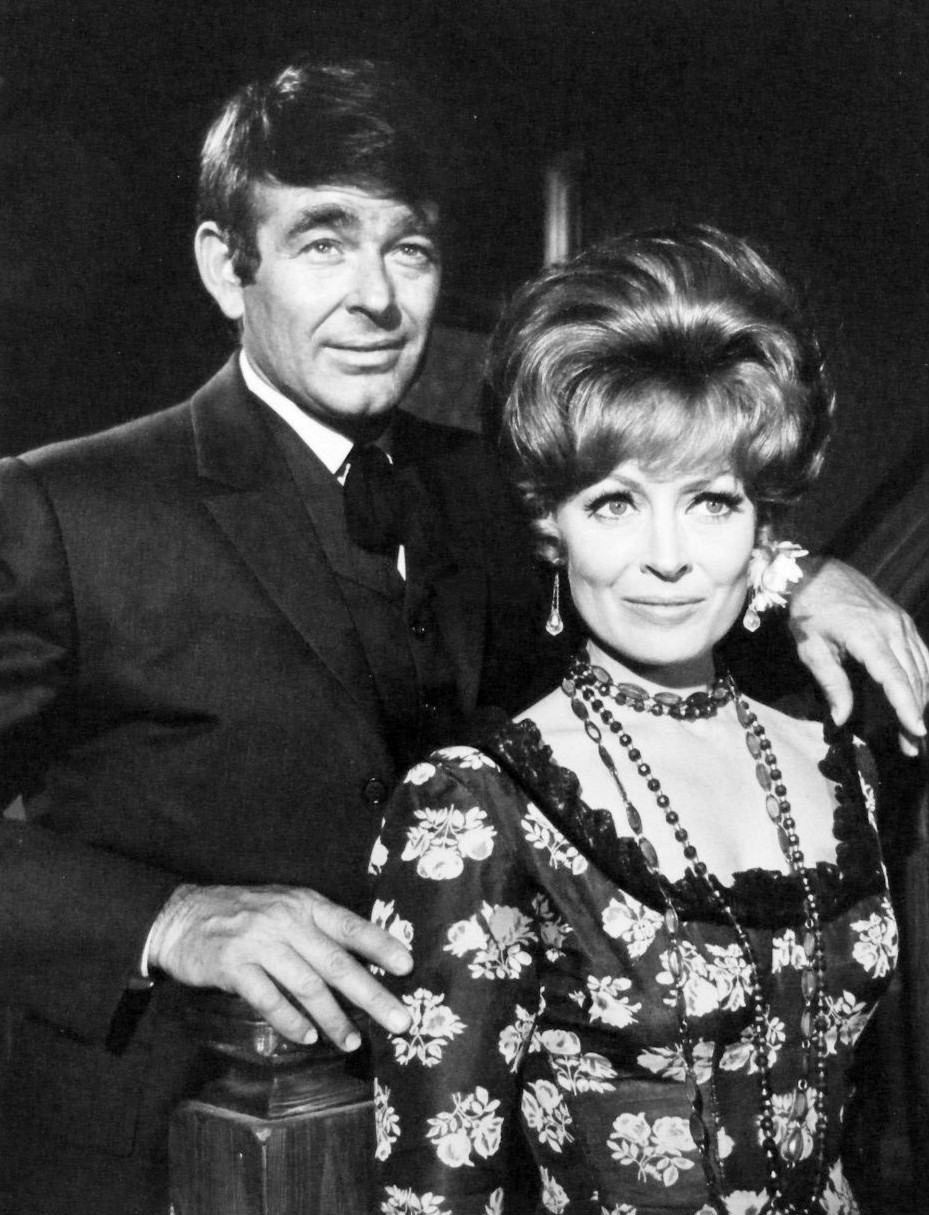
Con Stuart Whitman en Cimarron Strip

Nació como Jeanette Ann Lavina Mary Elizabeth Elphick en Sídney, Australia. Estudió modelaje con June Dally-Watkins antes de hacer su debut actoral en Australia en la película The Phantom Stockman (1953). Bob Hope la convenció de probar suerte en Hollywood, donde en 1955 firmó un contrato con Columbia Pictures.
Actuó junto a Tyrone Power en la película The Eddy Duchin Story (1956). Sus películas siguientes incluyen The Crimson Kimono y Edge of Eternity (1959), Because They're Young y I Aim at the Stars (1960) y Westworld (1973). También realizó apariciones en programas de televisión, como General Hospital y Charlie's Angels de la ABC, y Ironside de la NBC junto a Raymond Burr.
Victoria Shaw estuvo casada con el actor Roger Smith de 1956 a 1965. Después de su divorcio, Smith ganó la custodia de sus tres hijos, Tracey Leone (1957), Jordan F. (1958) y Dallas E. (1961). Luego se casó con el productor Elliott Alexander en 1966. Se divorciaron años más tarde.
Falleció en 1988 en su ciudad natal, Sídney, a la edad de 53 años a causa de un enfisema.